# Acrisione cymosa
Acrisione cymosa là một loài thực vật có hoa trong họ Cúc. Loài này được (Remy) B.Nord. mô tả khoa học đầu tiên năm 1985.